# Waka Nathan
Pour les articles homonymes, voir Nathan et Waka.

a Compétitions nationales et continentales officielles uniquement.

b Matchs officiels uniquement.
Waka Nathan, né le 8 juillet 1940 à Auckland (Nouvelle-Zélande) et mort le 24 septembre 2021, est un joueur international néo-zélandais de rugby à XV. Il évolue au poste de troisième ligne aile.

## Biographie
Waka Nathan dispute son premier test match avec l'équipe de Nouvelle-Zélande le 26 mai 1962 contre l'Australie. Son dernier test match fut contre cette même équipe, le 19 août 1967. 
Il est sélectionneur des Māori de Nouvelle-Zélande, de 1971 à 1977.
Waka Nathan meurt à l'âge de 81 ans.

## Palmarès
- Nombre de test matchs avec les Blacks : 14
- Nombre total de matchs avec les Blacks : 37